# Musotima tanzawensis
Musotima tanzawensis là một loài bướm đêm trong họ Crambidae.